# Gundi Gundermann
Gundi Gundermann ist ein Dokumentarfilm des Fernsehens der DDR von Richard Engel aus dem Jahr 1983.

## Handlung
Der in Weimar geborene Gerhard „Gundi“ Gundermann, in Hoyerswerda seit dem 12. Lebensjahr zu Hause, fährt mit dem Fahrrad durch die Stadt, geht mit seinem Sohn auf den Rummel, fährt mit dem Filmteam zu seinem Bagger und singt dabei eines seiner Lieder, so beginnt der Dokumentarfilm von Richard Engel. Meinungsäußerungen von Kollegen, Freunden und der Mutter werden gehört, die einen ersten Eindruck vermitteln. Auch Gundi Gundermann kommt zu Wort und sagt, dass er sich mit 12 Jahren am liebsten nach Weimar, in diese friedliche, ruhige und grüne Stadt zurückgewünscht hätte. Aber bereits mit 14 Jahren hat er sich an die Stelle gewünscht, wo der Kampf ist, gepaart mit der Sehnsucht, gebraucht zu werden.
In der Oberschule gründet er mit anderen Interessierten einen Singeclub, in dem auch sein erstes Lied entsteht, das den Krieg in Vietnam thematisiert. Eine seiner Lehrerinnen ist der Meinung, dass er die ersten Texte nur schreibe, um auf sich aufmerksam zu machen. Nach seiner Armeezeit beginnt er im Tagebau als Maschinist zu arbeiten, in der Hoffnung, viel Geld zu verdienen und das Leben jetzt richtig losgehen könne. Seine neuen Kollegen sind erschüttert, als sie ihn das erste Mal sehen. Es geht dann so weit, dass keiner mehr mit ihm arbeiten will, weil er nichts kann. Dann beginnt ein Umdenken und Gundermann beginnt seine Arbeit ernst zu nehmen, um es allen anderen zu zeigen, was ihm auch gelingt. Mit seiner Aktion reißt er auch andere junge Menschen mit, die sich jetzt zum Baggerfahrer ausbilden lassen, um mehr Verantwortung zu übernehmen. Im Zuge dieser Weiterentwicklung tritt Gerhard in die SED ein, in der er sich vielfach wegen seiner Eigenwilligkeit, dem Nichtverstehenwollen des Prinzips des demokratischen Zentralismus und seinen Problemen bei der Einordnung in das Kollektiv Ärger verschafft. Die Äußerungen mehrerer Genossen zu diesen Vorwürfen fallen nicht gerade positiv für Gundermann aus.
Wie andere Jugendliche erlebt Gundi das mangelnde kulturelle Angebot in Hoyerswerda, sieht die Wirkungslosigkeit des Singeclubs und gründet mit Freunden die Brigade Feuerstein. Das bedeutet viele neue Formen, wie Märchenspiele für Kinder, Schülerkonzerte und Veranstaltungen für junge Eheleute, wozu sie Jazztanz, Theaterspiel, Pantomime und Tanzmusik einüben müssen. Dafür proben sie wöchentlich bis zu fünfmal in ihrer Freizeit, und Gundi ist der Motor für diese Aktivitäten, die er auch durchstehen will. Doch diese hohen Bedingungen können und wollen nicht alle Mitglieder der Brigade Feuerstein erfüllen, weshalb Gundi in naher Zukunft mit den Leuten neu anfangen will, die seinen Anforderungen entsprechen. Arbeit in jeglicher Form ist Gundis Lebensgrundlage, was ihn von den meisten anderen unterscheidet und eine Feier, die nichts mit Arbeit zu tun hat, ist für ihn keine Feier.
Zum Abschluss der Dreharbeiten hat sich einiges im Leben von Gundi Gundermann geändert. Er arbeitet jetzt nach seinen Vorstellungen als Springer und wird im Tagebau überall dort eingesetzt, wo Not am Mann ist. Er hat die Brigade Feuerstein verlassen und ist dabei, eine neue Gruppe aufzubauen. Er zieht gerade um und will eine Familie gründen.
Gundi Gundermann trägt einige seiner Lieder vor.

## Produktion und Veröffentlichung
Gundi Gundermann wurde auf ORWO-Color im Auftrag des Fernsehens der DDR gedreht. Nach eigener Aussage Richard Engels zur 2016 erschienenen DVD gab es 70 Änderungsauflagen der Senderverantwortlichen, die auf drei reduziert werden konnten. Erst dann wurde der Film schließlich Ende Januar 1983 im Spätprogramm des Fernsehens der DDR versteckt gesendet.
Die erste offiziell angekündigte Ausstrahlung erfolgte am 29. November 1983 im 1. Programm des Fernsehens der DDR.
Die Dramaturgie lag in den Händen von Uwe Röhmhild. Die Texte der dargebotenen Lieder stammen von Gerhard Gundermann, darunter auch sehr persönliche, die erst solo vor der Kamera spielte, nachdem Engel mit dem Abbruch der Dreharbeiten gedroht hatte.
Mit Gundermann – Ende der Eisenzeit erschien 1999 eine weitere Dokumentation von Engel.

## Kritik
In der Neuen Zeit vom 2. Dezember 1983 bemerkte Mimosa Künzel:

„Gundi Gundermann ist Titel eines Porträts, eines brillant gemachten Arbeiterporträts, doch diesmal nicht von Publizisten geboten. […] In dieser Rückschau wird Fraktur geredet, werden die Karten offen auf den Tisch gelegt. Vom grünen Sofa aus und auf der Halde kommentiert Gundermann die Argumente der anderen, und es ist jedem Satz zu entnehmen, da sitzt einer, der nicht locker lässt, den das Leben formte, der gelernt hat, seinen Kopf zu gebrauchen, der sich noch immer wund und auf seine Weise gesund stößt, der sein Da-Sein voll ausspielt, auch in seinen Liedern.“

In der Berliner Zeitung war am 2. September 1993 zu lesen:

„Das filmische Porträt vom Baggerführer und Liedermacher Gerhard Gundermann aus dem Jahr 1983 läßt etwas spüren vom kritischen Lebensgefühl eines Teils der DDR-Jugend zu Beginn der 80er Jahre. Das führte damals bei den Verantwortlichen zu heftiger Ablehnung, und der Dokumentarfilm von Richard Engel durfte schließlich nur im Spätprogramm gesendet werden.“

## Auszeichnungen
- 1984: Staatliches Prädikat: „Besonders wertvoll“[5]
- 1984: Sonderpreis der Sektion „Theorie und Kritik“ des Verbandes der Film- und Fernsehschaffenden der DDR[6]